# Stanisława Walasiewicz
Stanisława Walasiewicz (tudi Stefania Walasiewicz, Stanisława Walasiewiczówna in Stella Walsh), poljska atletinja, * 3. april 1911, Wierzchownia, Dolnośląskie, Poljska, † 4. december 1980, Cleveland, Ohio, ZDA.
Stanisława Walasiewicz je v svoji karieri nastopila na poletnih olimpijskih igrah v letih 1932 v Los Angelesu in 1936 v Berlinu. Na igrah leta 1932 je postala olimpijska prvakinja v teku na 100 m, leta 1936 pa še olimpijska podprvakinja. Na Evropskem prvenstvu 1938 na Dunaju je zmagala v teku na 100 m in 200 m, v štafeti 4x100 m in skoku v daljino pa je bila srebrna. Med letoma 1932 in 1948 je petkrat postavila ali izenačila svetovni rekord v teku na 100 m, leta 1935 pa je postavila še svetovni rekord v teku na 200 m.
Leta 1956 se je poročila z boksarjem Neilom Olsonom in prevzela ameriško državljanstvo. Leta 1980 je bila na parkirišču v Clevelandu smrtno ranjena v ropu. Obdukcija je pokazala ginandromorfizem, mešane ženske in moške telesne značilnosti.